# Dimitri Vegas & Like Mike
Dimitri Vegas & Like Mike (скорочено DVLM або DV&LM) — бельгійсько-грецький дует діджеїв, братів Дімітріоса «Дімітрі» Анастасіоса та Майкла «Майка» Карла Тівайоса. Музиканти посідали перше місце в списку 100 найкращих діджеїв DJ Mag 2015 і 2019 роках, а також займали 2-ге місце в 2014, 2016, 2017, 2018 та 2020 роках.
Виступали на численних фестивалях по всьому світу, зокрема, EXIT festival, Electric Daisy Carnival, Electric Zoo, Parookaville, UNTOLD, Creamfields і Tomorrowland, де вони були офіційними діджеями-резидентами з 2010 року. Також проводили літні ді-джеї-резиденції на Ібісі в Amnesia (2014—2016), а нещодавно в Ushuaïa Ibiza (з 2017 по теперішній час).
Керують звукозаписним лейблом Smash the House, заснованим у 2010 році, і співпрацювали з артистамиАфроджеком, Арміном ван Бюреном, Дедді Янкі, Девідом Геттою, Ерою Істрефі, Fatboy Slim, Gucci Mane, Hardwell, Мартіном Гарріксом, Періс Гілтон, Стівом Анджелло, Себастьяном Ятра та Кідом Інком, а також створювали ремікси таких артистів, як Леді Гага, Chainsmokers та (G)I-dle.

## Історія

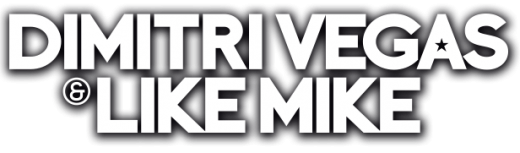
Офіційний логотип дуету Dimitri Vegas & Like Mike

### До 2009 року: раннє життя та кар'єра
Відомі під своїми сценічними іменами, Дімітрі Вегас (Дімітрі Тівайос) та Лайк Майк (Майкл Тівайос) народилися 16 травня 1982 (42 роки) та 3 грудня 1985 (39 років) відповідно, і обидва народилися в Бельгії. Дімітрій і Миайкл Тівайос мають грецьке походження. Брати виросли у фламандському містечку Віллебрук. Вони почали робити свої перші кроки як ді-джеї ще у молодому віці. Дуже швидко вони кілька разів виступали в невеликих клубах і були діджеями на радіо BeatFM. Потім Дімітрі залишив Фландрію в 1999 році і почав гастролювати Європою. Він жив на Майорці, а потім на Халкідіках у Греції, перш ніж переїхати на Ібіцу в 2003 році, де він був резидентом у великих клубах, таких як Privilege і Space .

### 2009— дотепер: прорив і успіх

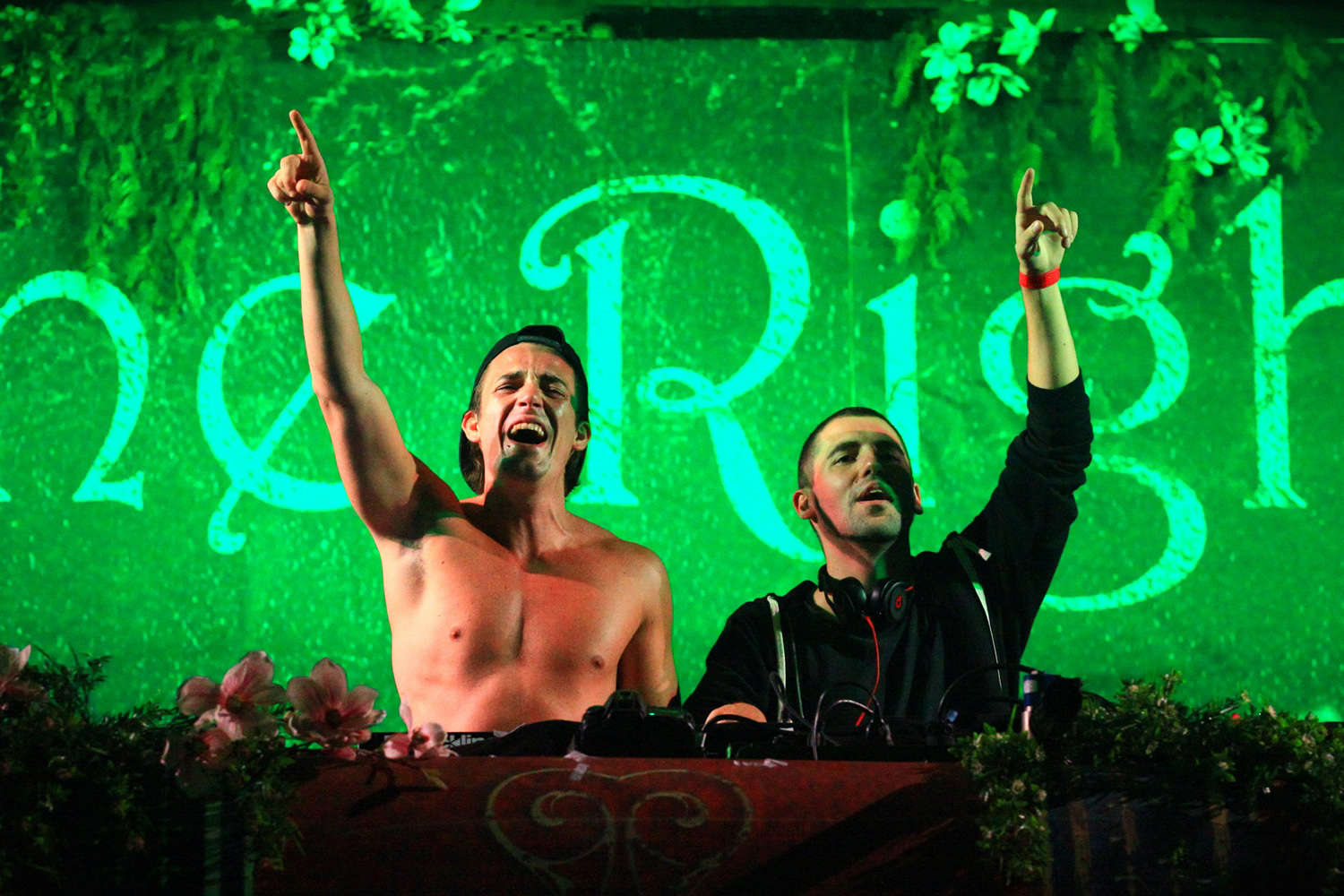
Dimitri Vegas & Like Mike на фестивалі Tomorrowland у 2013 році

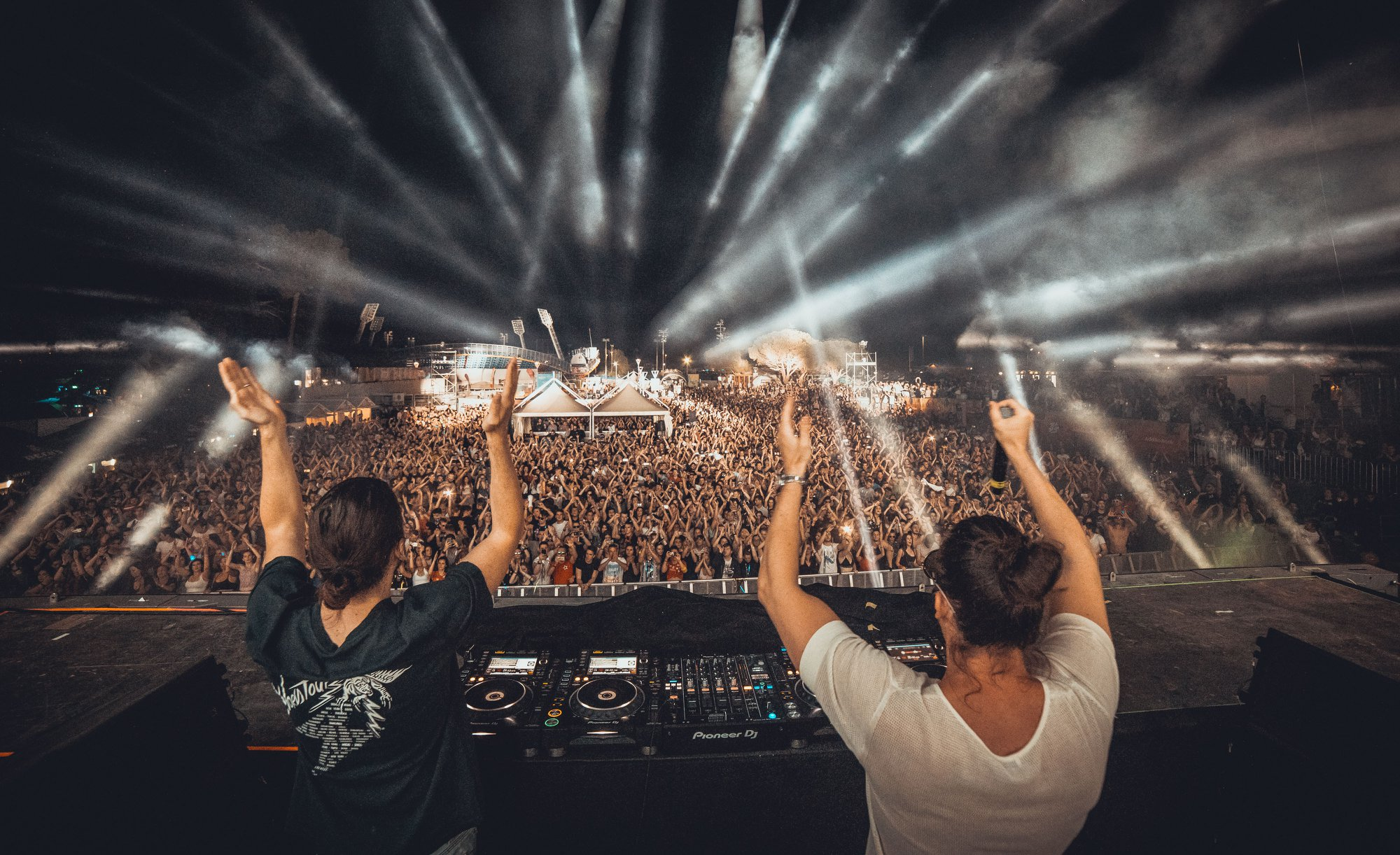
Dimitri Vegas & Like Mike виступають на Sea Star Festival 2018

Dimitri Vegas & Like Mike випустили свій перший сингл у 2009 році, «Liquid Skies» під псевдонімом DNM. У 2010 році, після заснування власного звукозаписного лейблу Smash the House, їм було доручено написати офіційний гімн для випуску Tomorrowland 2010 року "Tomorrow (Give in to the Night)". Ця пісня стала їхнім першим хітом у топ-20, досягнувши 16-го місця в Бельгії. Дует продовжував писати гімни для Tomorrowland аж до видання 2014 року, включаючи гімн 2013 року «Chattahoochee», який посів друге місце в бельгійських чартах. У 2014 році також вийшов альбом «Tremor» з голландським діджеєм Мартіном Гарріксом, який у 2018 році Billboard назвав їх найкращою піснею.
У травні 2015 року Dimitri Vegas & Like Mike записали пісню «The Hum» з голландським ді-джеєм Умметом Озканом . В офіційному кліпі на пісню знялися Чарлі Шин і Жан-Клод Ван Дамм. За «The Hum» швидко послідував реліз «Hiher Place» (за участю Ne-Yo), який також (як і «The Hum») посів перше місце в Бельгії, обидві пісні також отримали платиновий статус у рідній країні дуету. На Amsterdam Dance Event 2015 дует був визнаний DJ Magazine номер один у світі, ставши першими бельгійцями, які досягли такого успіху. У 2016 році пісня «Hey Baby» також посіла перше місце в Бельгії та отримала платиновий статус. Також музиканти посіли друге місце в рейтингу 100 найкращих ді-джеїв за версією DJ Mag уступивши першість Мартінц Гарріксу.
У 2017 році вийшов платиновий сингл «Comlicated», який отримав сертифікати в Бельгії та Нідерландах, а також їх довгоочікуваний фестивальний сингл «Crowd Control». Того ж року музиканти також випустили інтерпретацію пісні «He's a Pirate» із Гансом Циммером для фільму «Пірати Карибського моря: Помста Саоазара» . Цього ж року дует дебютував на сцені «Garden of Madness» на фестивалі Tomorrowland, який з тих пір став традиційним для виступів.
22 червня 2018 року Dimitri Vegas & Like Mike випустили сингл «When I Grow Up» з американським репером Wiz Khalifa. Музичне відео на пісню «When I Grow Up» зняли бельгійські режисери Аділь Ель Арбі та Білал Фаллах, які перед тим запросили Дімітрія та Майка зіграти ролі у своєму бельгійському фільмі Gangsta. 28 вересня дует випустив пісню «Bounce» за участю Bassjackers, Julian Banks і Snoop Dogg .
15 лютого 2019 року Дімітрі Вегас і Лайк Майк разом з Ерою Істрефі випустили пісню «Selfish», яка посіла перше місце в Billboard Dance Chart . 10 травня 2019 року Dimitri & Mike випустили свою пісню «Best Friends Ass» разом з Періс Гілтон . У відіекліпі на пісню взяли участь кілька відомих особистостей, зокрема користувачі YouTube Микита Драгун, Віталій Здоровецький і Хуанпа Зуріта, співак і автор пісень Честер Локгарт, колишній боєць UFC Чак Лідделл та Кім Кардаш'ян . Пізніше у 2019 році вони досягли свого першого 2x платинового синглу з «Instagram» у співпраці з Девідом Геттою, Daddy Yankee, Afro Bros та Натті Наташою. На додаток до цього, після трьох років другого місця, Dimitri Vegas & Like Mike повернули собі місце як ді-джеї № 1 у світі в опитуванні DJ Mag Top 100 DJs. Брати наприкінці 2010-х років працювали разом із Себастьяном Ятрою, Afro Bros, Каміло та Емілією над піснею «Boomshakalaka».
5 лютого 2021 року Dimitri Vegas & Like Mike випустили реміксовану версію пісні «Hwaa» від (G)I-dle, південнокорейської жіночого поп-гурту.
24 липня 2020 року Dimitri Vegas & Like Mike разом з DJ Regard випустили танцювальний кавер на пісню Destiny's Child «Say My Name». Наступного дня дует відіграв заключний сет для першого віртуального фестивалю, проведеного Tomorrowland. Захід під назвою «Tomorrowland Around the World» відбувся 25 та 26 липня як заміна звичайного фестивалю, який було скасовано через пандемію COVID-19.
У серпні 2021 року дует співпрацював із мобільною грою Battle Royale «Garena Free Fire», у рамках співпраці з'явилися ігрові персонажі на основі музикантів дуету, про що повідомили офіційні представники в соціальних мереж Garena Free Fire 4 серпня 2021 року.
Dimitri Vegas & Like Mike також раніше випустили трек для внутрішньоігрової події «Rampage» Garena Free Fire у липні 2021 року. 20 серпня 2021 року Dimitri Vegas & Like Mike разом з Alok і KSHMR випустили спільну пісню до 4-ї річниці Garena Free Fire.

## Проєкт «3 Are Legend»

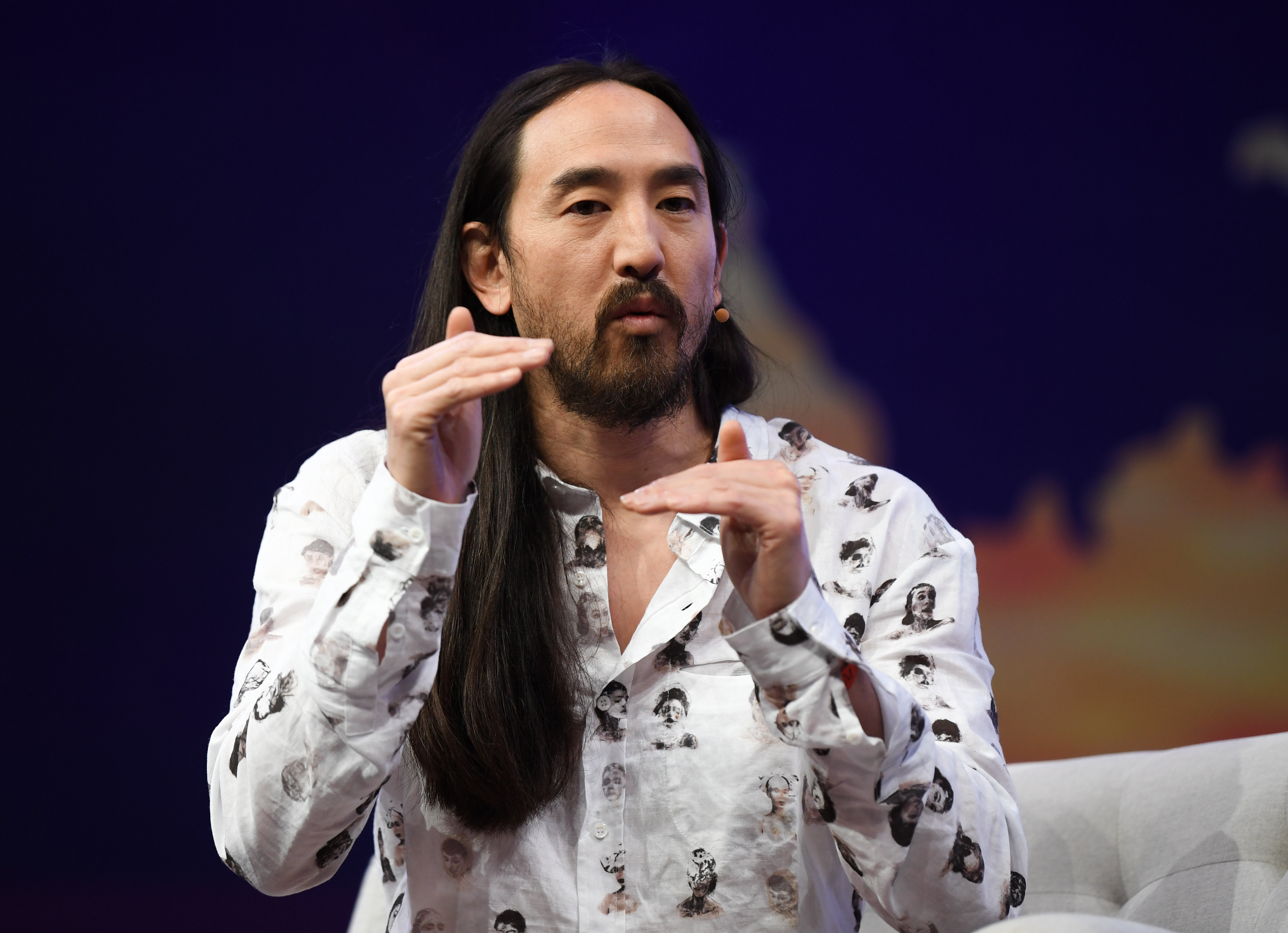
Американський діджей Стів Ейокі став третім учасником проєкту «3 Are Legend».

3 Are Legend — супергурт, що складається з Dimitri Vegas & Like Mike та американського ді-джея Стіва Ейокі. Тріо разом виступало на кількох музичних фестивалях, таких як TomorrowWorld, Tomorrowland, Creamfields, Ultra Music Festival та Untold. Вони офіційно вперше виступили під псевдонімом 3 Are Legend на Ultra Music Festival у 2014 році.

## Особисте життя

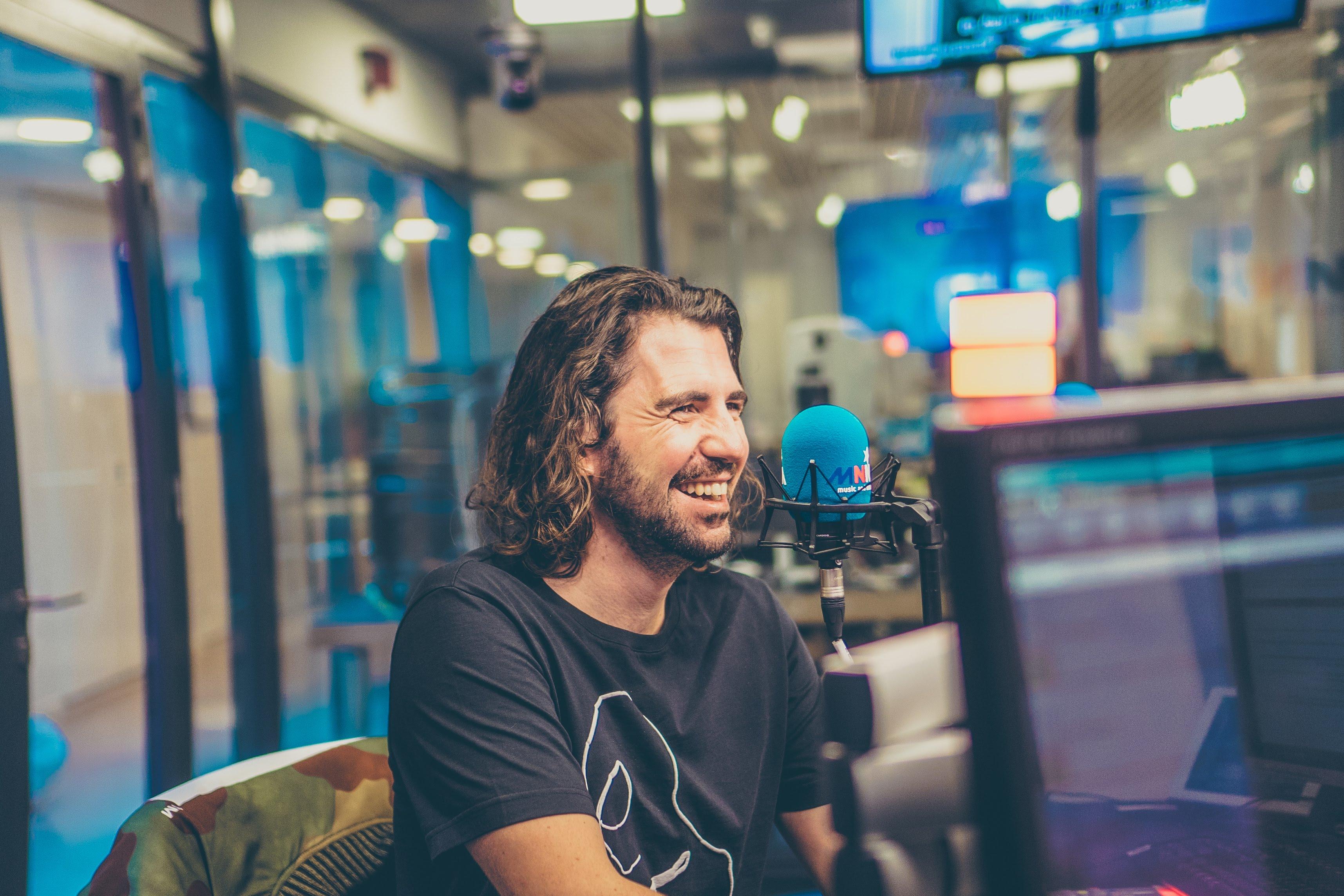
Дімітрі Вегас

Дімітрі Вегас є великим шанувальником коміксів, тому володіє їх великою колекцією, перш за все, з улюбленого серіалу про Людину-павука. У 2017 році Дімітрі одружився на Ібіці з діджеєм і продюсером бельгійського походження Меттном. Вегас також знявся в кількох художніх фільмах, зокрема «Світ Юрського періоду: Домініон», «Вишибала», «Люди в чорному: Інтернешнл» та «Рембо: Остання кров» .
Like Mike, окрім своєї музичної кар'єри, також пише, продюсує та читає реп під тим самим іменем. У лютому 2020 року Майк оголосив про відкриття власного лейблу Green Room для своїх сольних музичних проєктів.
Для туру Скандинавією у 2020 році дует використовував BMW M8 Competition Gran Coupé як свої туристичні транспортні засоби в рамках спільної рекламної кампанії з автомобільною компанією.

## Дискографія

### Альбоми-збірки
- Smash the House! (2010)
- Tomorrowland Anthems — The Best of (2016)
- Too Much (2021)
- Heard About Me (2021)

### Саундтреки
- Bringing Home the Madness (2013)
- Bringing the World the Madness (2014)
- Asia Tour 2016 Edition (2016)
- Bringing the Madness (2016)

## Концертні тури

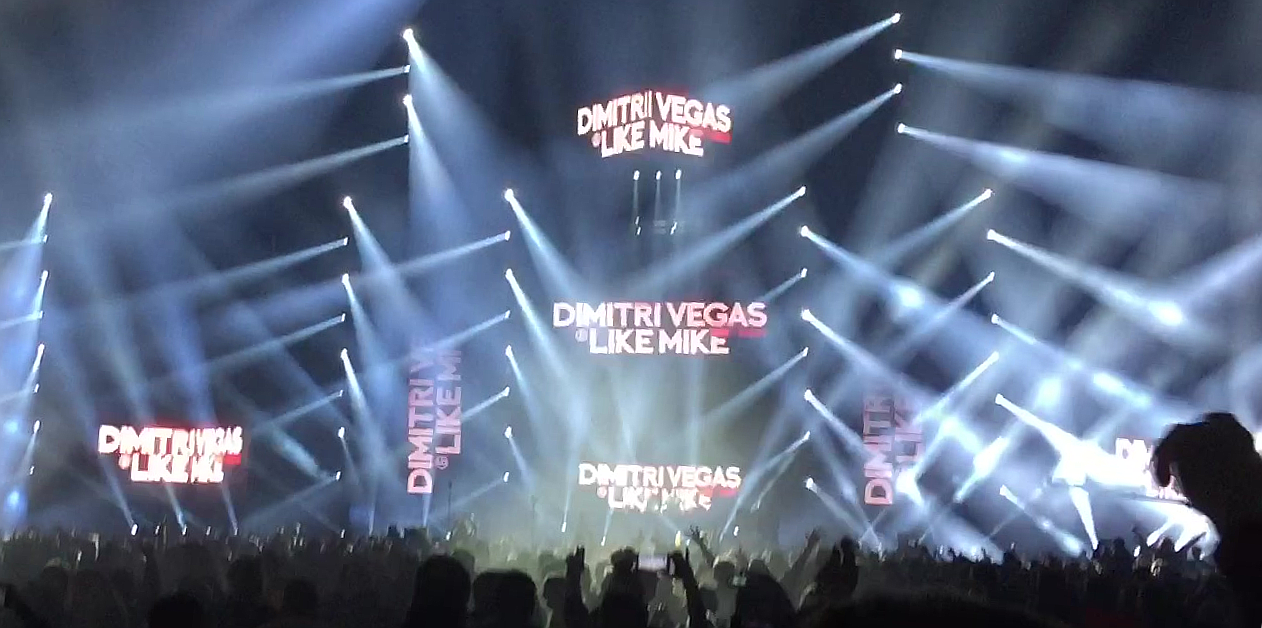
Концерт Dimitri Vegas & Like Mike на Фельтінс-Арені в 2016 році у Німеччині

19 та 20 грудня 2014 року Dimitri Vegas & Like Mike провели свій перший концерт у Sportpaleis в Антверпені з концепцією події «Bringing the World the Madness», до якої протягом двох днів до них приєдналося 40 000 шанувальників. Наступного року вони оголосили про проведення шоу на арені 2016 року в Sportpaleis в Антверпені, збільшивши кількість дат до чотирьох ночей (16, 17, 18, 19 грудня). Засновник Tomorrowland Мічіл Бірс та менеджер дуету Нік Рояардс, допомагає створювати концепції щорічних подій і керувати ними, а Tomorrowland забезпечує організацію та супровід всіх шоу.
У листопаді 2016 року Dimitri Vegas & Like Mike відіграли концерт «Bringing Germany the Madness» разом із шоу World Club Dome Winter Edition на Фельтінс-Арені у Гельзенкірхені (Німеччина). Концерт увійшов до книги історії Німеччини після рекордного шоу, у якому Dimitri Vegas & Like Mike зіграли перед натовпом із 45 000 людей — найбільшого сольного шоу ді-джеїв у Німеччині.
У 2019 році Vegas & Mike перейменували свій щорічний концерт у Sportpaleis в Антверпені на «Tomorrowland Presents Garden of Madness». У 2019 року були запрошені зіркові гості: ді-джеї Armin van Buuren, Netsky, Нікі Ромеро та Lil Kleine. Під час підготовки до шоу та повернення додому в Бельгії Vegas & Mike також відвідали шоу Garden of Madness у Ліверпулі та Нью-Йорку .

## Нагороди та номінації

### DJ Awards
| рік      | Категорія                               | Робота | Результат | Прим.  |
| -------- | --------------------------------------- | ------ | --------- | ------ |
| 2014 рік | Найкращий електро-хаус-діджей           | Н/Д    | Номінація | [ 48 ] |
| 2015 рік | Найкращий електро / прогресивний діджей | Н/Д    | Номінація |        |
| 2015 рік | Найкращий міжнародний діджей            | Н/Д    | Номінація |        |
| 2016 рік | Кращий Big Room House DJ                | Н/Д    | Номінація |        |
| 2016 рік | Найкращий міжнародний діджей            | Н/Д    | Номінація |        |
| 2017 рік | Кращий Big Room House DJ                | Н/Д    | Номінація |        |

### Журнал DJ 100 накращих діджеїв
| рік      | Позиція  | Примітки    | Ком.   |
| -------- | -------- | ----------- | ------ |
| 2011 рік | 79       | Новий запис | [ 49 ] |
| 2012 рік | 38       | Вгору 41    | [ 49 ] |
| 2013 рік | 6        | Вгору 32    | [ 49 ] |
| 2014 рік | 2        | Вгору 4     | [ 49 ] |
| 2015 рік | Перемога | Вгору 1     | [ 49 ] |
| 2016 рік | 2        | Вниз 1      | [ 49 ] |
| 2017 рік | 2        | Без змін    | [ 49 ] |
| 2018 рік | 2        | Без змін    | [ 49 ] |
| 2019 рік | Перемога | Вгору 1     | [ 49 ] |
| 2020 рік | 2        | Вниз 1      | [ 49 ] |
| 2021 рік | 5        | Вниз 3      | [ 49 ] |
| 2022 рік | 3        | Вгору 2     | [ 49 ] |

### International Dance Music Awards

#### До 2016 року
| рік      | Категорія                                 | Робота         | Результат | Прим.  |
| -------- | ----------------------------------------- | -------------- | --------- | ------ |
| 2013 рік | Найкращий діджей-прорив                   | Н/Д            | Перемога  | [ 50 ] |
| 2014 рік | Найкращий діджей Європи                   | Н/Д            | Перемога  | [ 51 ] |
| 2014 рік | Найкращий гурт                            | Н/Д            | Перемога  | [ 51 ] |
| 2015 рік | Найкращий діджей Європи                   | Н/Д            | Перемога  | [ 52 ] |
| 2015 рік | Найкращий гурт                            | Н/Д            | Номінація | [ 52 ] |
| 2016 рік | Найкращий R&B / міський танцювальний трек | «Higher Place» | Номінація | [ 53 ] |
| 2016 рік | Найкращий електро / прогресивний трек     | «Higher Place» | Номінація | [ 53 ] |
| 2016 рік | Найкращий електро / прогресивний трек     | «The Hum»      | Номінація | [ 53 ] |
| 2016 рік | Найкращий діджей Європи                   | Н/Д            | Перемога  | [ 53 ] |
| 2016 рік | Найкращий гурт                            | Н/Д            | Перемога  | [ 53 ] |

#### З 2018 року
| рік      | Категорія                                            | Робота | Результат | Прим.         |
| -------- | ---------------------------------------------------- | ------ | --------- | ------------- |
| 2020 рік | Найкращий музикант (танцювальна / електронна музика) | Н/Д    | Перемога  | [ 55 ] [ 56 ] |

### MTV Europe Music Awards
| Рік      | Категорія                    | Робота                   | Результат | Посилання |
| -------- | ---------------------------- | ------------------------ | --------- | --------- |
| 2014 рік | Найкращий бельгійський актор | Дмитро Вегас і Лайк Майк | Перемога  |           |
| 2015 рік | Найкращий бельгійський актор | Дмитро Вегас і Лайк Майк | Перемога  |           |
| 2018 рік | Найкращий бельгійський актор | Дмитро Вегас і Лайк Майк | Перемога  |           |

### NRJ Music Awards
| Рік      | Категорія               | Робота | Результат | Прим.  |
| -------- | ----------------------- | ------ | --------- | ------ |
| 2016 рік | Найкраща співпраця року | Н/Д    | Номінація | [ 57 ] |
| 2016 рік | DJ Award D'Honneur      | Н/Д    | Перемога  | [ 57 ] |

### WDM Radio Awards
| Рік      | Категорія                | Робота        | Результат | Прим.  |
| -------- | ------------------------ | ------------- | --------- | ------ |
| 2017 рік | Найкращий діджей на паті | Н/Д           | Номінація | [ 58 ] |
| 2018 рік | Найкращий басовий трек   | «Complicated» | Номінація |        |

### Кнопка YouTube (YouTube Creator Awards)
- Дімітрі Вегас і Лайк Майк
 (понад 5,2 мільйонів підписників, станом на травень 2023 року)